# Bãi cạn Rowley
Bãi cạn Rowley, tên tiếng Anh là Rowley Shoals, là một nhóm gồm 3 đảo san hô nằm ở phía nam của biển Timor, cách khoảng 160 dặm (gần 260 km) về phía tây của thành phố Broome, bang Tây Úc. Mỗi đảo san hô có diện tích khoảng từ 80 đến 90 km², tính luôn cả phần rạn san hô bao quanh đảo, cũng như các đầm phá, trong khi phần diện tích đất liền không đáng kể.

## Đặt tên
Thuyền trưởng Philip Parker King đã đặt tên cho nhóm đảo này vào năm 1818, theo tên của thuyền trưởng Rowley, người lần đầu tiên nhìn thấy rạn san hô Imperieuse vào năm 1800.

## Các đảo san hô
- Rạn san hô Mermaid, nằm ở góc đông bắc của Rowley, là một đảo san hô với một đầm phá lớn được bao quanh bởi một vành san hô chết. Ở phía đông bắc của Mermaid có một đường biển rộng khoảng 60 m dẫn vào hồ. Rạn san hô Mermaid trồi lên từ đáy đại dương xung quanh, sâu khoảng 440 m. Đảo san hô này được đặt tên vào năm 1818 bởi thuyền trưởng Philip Parker King, người đã phát hiện nó và đặt tên theo con tàu của ông, HMS Mermaid.
- Rạn san hô Clerke, nằm cách Mermaid khoảng 23 km về phía tây nam. Đảo san hô này có chiều dài khoảng 15 km theo hướng bắc-nam, và rộng khoảng 6 km. Gần cực bắc của Clerke là một bãi cát trắng cao khoảng 2 m tên là Bedwell Islet. Ở phía đông và phía tây của Clerke có nhiều đá cuội. Một đường biển hẹp dẫn đến một đầm phá. Rạn san hô Clerke trồi lên từ đáy đại dương xung quanh, sâu khoảng 390 m. Nó cũng được đặt tên bởi thuyền trưởng Philip Parker King, theo tên của thuyền trưởng Clerke, người đã biết đến nó từ tàu đánh cá voi của mình vào khoảng thập niên 1800.
- Rạn san hô Imperieuse, nằm cách rạn san hô Clerke khoảng 35 km về phía tây nam và là cực nam của Rowley. Đảo san hô này có chiều dài khoảng 16 km theo hướng bắc-nam và có chiều rộng khoảng 8 km. Ở rìa phía đông nam của Imperieuse có rất nhiều đá san hô, cao hơn mực nước biển khoảng 3 m. Có hai đầm phá, mỗi đầm chứa nhiều rạn san hô. Cunningham Islet, một bãi cát nhỏ cao khoảng 3,7 m và không có thảm thực vật bao phủ, nằm gần cực bắc của Imperieuse và được bao quanh bởi một đầm nhỏ, rộng 93 m. Bãi cát này là nơi đặt một tòa hải đăng. Rạn san hô Imperieuse trồi lên từ đáy đại dương xung quanh, sâu khoảng 230 m. Cũng như 2 đảo kia, nó cũng được đặt tên bởi thuyền trưởng Philip Parker King theo một con tàu khác của ông, HMS Imperieuse.